# عبد الولي الشيخ أحمد
عبد الولي الشيخ أحمد محمد (بالصومالية: Cabdiweli Sheekh Axmed)‏ هو سياسي واقتصادي صومالي كان رئيس وزراء الصومال السابع عشر، شغل هذا المنصب للفترة من 21 ديسمبر 2013 إلى 24 ديسمبر 2014.